# 路易丝·海姆
路易丝·海姆（德語：Luise Heim，1996年3月24日—），德国女子羽毛球運動員。

## 簡歷
2014年8月，路易丝·海姆代表德國參加南京舉行的夏季青年奧林匹克運動會羽毛球比賽。在女子單打比賽中，她在小組賽E組取得2勝1負成績，在小組排第二名，未能出線。而在混合雙打比賽中，她被抽中與保加利亞的選手Vladimir Shishkov搭檔，他們在小組賽C組取得3戰3敗，未能出線。
2017年8月，海姆參加蘇格蘭格拉斯哥舉行的世界羽毛球錦標賽，出戰女子單打項目。她在首圈以2-1反勝英格蘭選手方丹·米卡·查普曼晉級，但在第二圈就以0比2（16-21、19-21）不敵15號種子、西班牙的比阿特丽斯·科拉莱斯出局。

## 主要比賽成績
只列出曾進入準決賽的國際賽事成績：
| 年份   | 賽事                     | 公開賽級別 | 項目     | 拍檔   | 成績   |
| ------ | ------------------------ | ---------- | -------- | ------ | ------ |
| 2013年 | 歐洲青年羽毛球錦標賽     | 其他       | 混合團體 | －     | 季軍   |
| 2014年 | 歐洲女子羽毛球團體錦標賽 | 其他       | 女子團體 | －     | 季軍   |
| 2015年 | 歐洲青年羽毛球錦標賽     | 其他       | 混合團體 | －     | 季軍   |
| 2015年 | 立陶宛羽毛球國際賽       | 未來系列賽 | 女子雙打 | 李怡逢 | 亞軍   |
| 2015年 | 保加利亞羽毛球公開賽     | 國際系列賽 | 女子單打 | －     | 準決賽 |
| 2015年 | 保加利亞羽毛球公開賽     | 國際系列賽 | 女子雙打 | 李怡逢 | 準決賽 |
| 2016年 | 歐洲女子羽毛球團體錦標賽 | 其他       | 女子團體 | －     | 季軍   |
| 2016年 | 羅馬尼亞羽毛球國際賽     | 國際系列賽 | 女子單打 | －     | 準決賽 |
| 2016年 | 希臘羽毛球公開賽         | 國際系列賽 | 女子單打 | －     | 亞軍   |
| 2017年 | 歐洲羽毛球混合團體錦標賽 | 其他       | 混合團體 | －     | 季軍   |
| 2017年 | 荷蘭羽毛球國際賽         | 國際系列賽 | 女子單打 | －     | 亞軍   |
| 2017年 | 保加利亞羽毛球公開賽     | 國際系列賽 | 女子單打 | －     | 亞軍   |
| 2018年 | 歐洲羽毛球女子團體錦標賽 | 其他       | 女子團體 | －     | 亞軍   |
| 2018年 | 希臘羽毛球公開賽         | 國際系列賽 | 女子單打 | －     | 亞軍   |
| 2019年 | 歐洲羽毛球混合團體錦標賽 | 其他       | 混合團體 | －     | 亞軍   |

| 2007-2017年 | 首要超級賽 | 超級賽 | 黃金大獎賽 | 大獎賽 | 國際挑戰賽 | 國際系列賽 | 未來系列賽 | 其他 |

| 2018-2026年 | 總決賽 | 超級1000賽 | 超級750賽 | 超級500賽 | 超級300賽 | 超級100賽 | 國際挑戰賽 | 國際系列賽 | 未來系列賽 | 其他 |

### 奧運會和世錦賽參賽紀錄
|          | 2017 |
| -------- | ---- |
| 女子單打 | 32強 |